# Adolph Warner van Pallandt van Eerde
Adolph Warner baron van Pallandt van Eerde (Eerde (Ambt Ommen), 15 december 1745 - Eerde, 7 december 1823) was een Nederlands politicus.
Adolph Warner van Pallandt van Eerde was een Overijsselse landjonker, die tijdens de Republiek bestuursfuncties bekleedde. Hij was een orangist en werd daarom in 1795 afgezet. Ten tijde van Napoleon was hij enige tijd onderprefect van het arrondissement Salland van het departement Monden van de IJssel. Na het herstel van de onafhankelijkheid werd hij wederom provinciaal bestuurder; in 1814 was hij lid van de Vergadering van Notabelen, in 1814-1815 lid van de Staten-Generaal der Verenigde Nederlanden en vanaf 1815 Eerste Kamerlid, wat hij tot zijn overlijden op 77-jarige leeftijd bleef.
Hij huwde Anna Elisabeth barones Schimmelpenninck van der Oye (1752-1822). Enkele kinderen uit dit huwelijk zijn:
- Augusta Leopoldina Catharina van Pallandt (1778-1844), die trouwde met jhr. mr. dr. Frédéric Auguste van Leyden van Westbarendrecht (1768-1821), minister van Binnenlandse Zaken en gouverneur van Zuid-Holland;
- Andries van Pallandt, heer van Eerde (1781-1827); hij trouwde met Albertina Euphorsyna Aglaé van Van Neukirchen genaamd Nyvenheim (1785-1867), dochter van Evert Johan van Neukirchen genaamd Nyvenheim.

- Biografisch Portaal: 34248470
- Parlement.com: vg09llrpuszb